# Urbain Heintz
Urbain Heintz (* 16. Mai 1918 in Bohan-sur-Semois, Belgien; † 13. August 1950 in Le Châtelard FR, Schweiz) war ein luxemburgischer Radrennfahrer und nationaler Meister im Radsport.

## Sportliche Laufbahn
Heintz war im Straßenradsport aktiv. 1939 wurde er Unabhängiger. Er startete bei Profirennen für das Radsportteam Alcyon–Dunlop. 1940 siegte er in der nationalen Meisterschaft im Straßenrennen in der Klasse der Unabhängigen. Sein bestes Ergebnis in der Luxemburg-Rundfahrt war der 6. Platz 1943. 1948 trat er vom Radsport zurück.

## Berufliches
Nach seiner sportlichen Laufbahn wurde er Vertreter für die Fahrradmarke Peugeot in Luxemburg.